# Hans Malwitz
Hans Malwitz (* 23. April 1891 in Seckenburg, Ostpreußen; † 12. Oktober 1987 in Münster, Westfalen) war ein deutscher Architekt und Baubeamter.

## Werdegang
Nach dem Abitur 1912 an der Oberschule für Jungen in Tilsit studierte Malwitz zuerst Philosophie in Königsberg und Berlin, dann wechselte er zur Architektur. Sein Lehrer war German Bestelmeyer. Danach wurde er Assistent an der Technischen Hochschule München. 1924 war er Regierungsbaumeister (Assessor). 1930 wurde Malwitz Referent in der Bauabteilung des Reichsfinanzministeriums in Berlin. Er war verantwortlich für die Handelshochschule Königsberg, für  Neubauten der Technischen Hochschule Berlin-Charlottenburg und der „Wehrwissenschaftlichen Fakultät“, die den Krieg nicht überdauerte. Malwitz wurde nach einjähriger Kriegsgefangenschaft 1946 an die Spitze des „Staatsneubauamtes für Universitätsbauten“ in Münster berufen. Von 1946 bis 1953 war er verantwortlich für den Wiederaufbau des Stadtschlosses, des Fürstenberghauses am Domplatz, des Juridicums, der Universitätsbibliothek und verschiedener Institutsgebäude der Universität Münster.

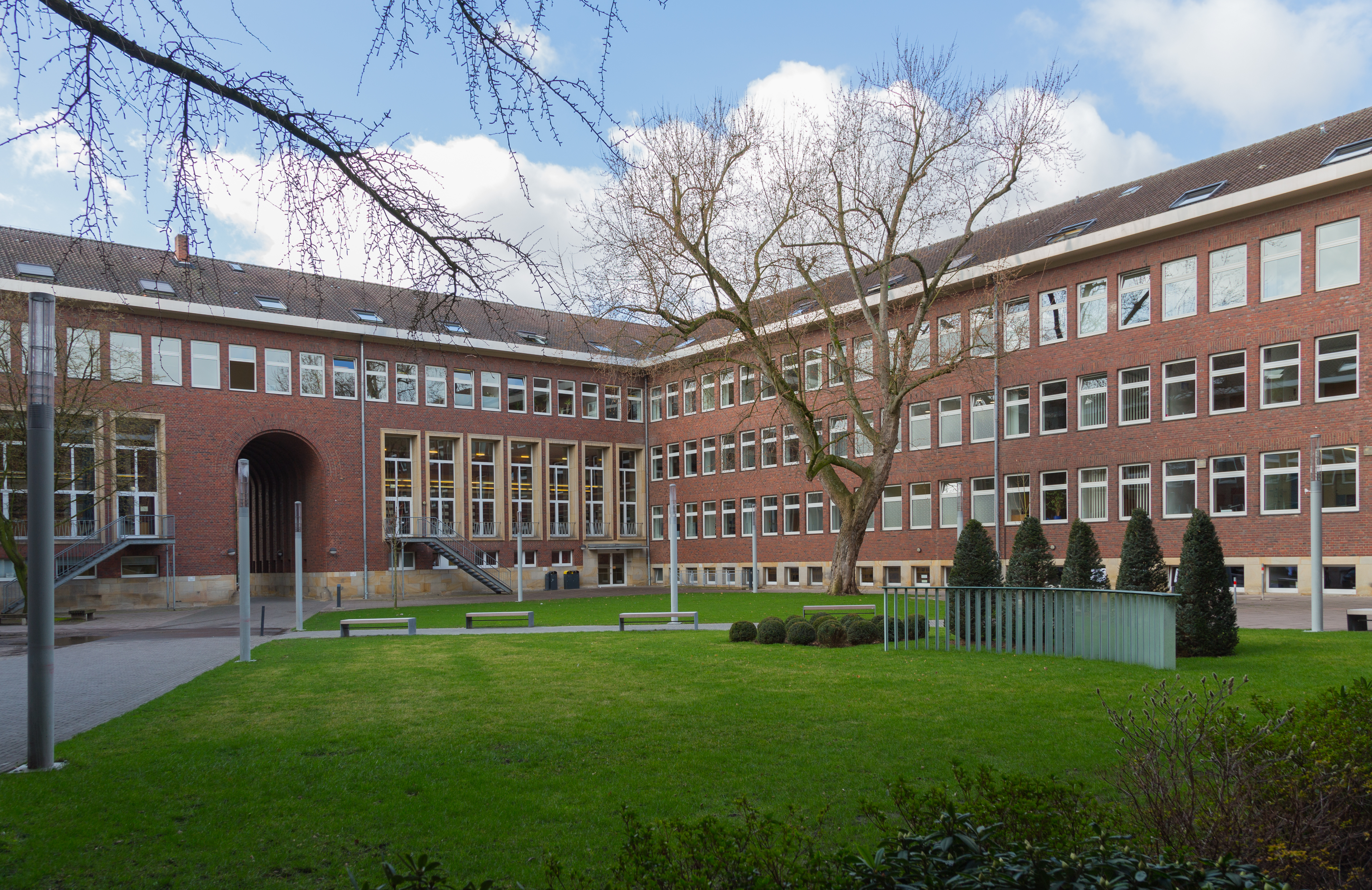
Juridicum-Universität Münster, Innenhof (Foto: 2019)

Sein Stil schwankt zwischen Historismus und Moderne. In der Mitte der 1930er Jahre näherte er sich der Speer’schen Monumentalarchitektur an. Der Wiederaufbau der Universität Münster gilt als gelungen, wenngleich er mit der historischen Bausubstanz nicht schonend umging. Die Studenten glaubten in vielen Details noch die alte NS-Architektur zu erblicken, so z. B. im triumphbogenartigen Eingang des Juridicums. Sie verballhornten seinen Namen von „Oberbaurat Malwitz“ in „Obermalrat Bauwitz“.

## Auszeichnungen
- Verdienstkreuz 1. Klasse der Bundesrepublik Deutschland
- Universitäts-Medaille der Westfälischen Wilhelms-Universität Münster